# Chelonarium sublaeve
Chelonarium sublaeve is een keversoort uit de familie Chelonariidae. De wetenschappelijke naam van de soort is voor het eerst geldig gepubliceerd in 1933 door Méquignon.